# Macrobiotus danielae
Macrobiotus danielae är en djurart som tillhör fylumet trögkrypare, och som beskrevs av Pilato, Binda, Napolitano och Moncada 200. Macrobiotus danielae ingår i släktet Macrobiotus och familjen Macrobiotidae. Inga underarter finns listade i Catalogue of Life.